# باغان (مریوان)
باغان (مریوان)، روستایی از توابع بخش سرشیو شهرستان مریوان در استان کردستان ایران است.

## جمعیت
این روستا در دهستان سرشیو قرار دارد و براساس سرشماری مرکز آمار ایران در سال ۱۳۸۵، جمعیت آن ۲۳۱ نفر (۵۵خانوار) بوده‌است.